# パリス・ブルナー
- パリス・ブルンナー

パリス・ジョシュア・ブルナー（Paris Josua Brunner, 2006年2月15日 - ）は、ドイツのプロサッカー選手。
ベルギー・ファースト・ディビジョンAのサークル・ブルッヘ所属。ポジションはフォワード。

## 経歴

### ユース
ロートヴァイス・エッセン、VfLボーフムなどを経て、2020年にボルシア・ドルトムントのユースアカデミーに加入。
アカデミーではU-17リーグにてわずか5試合の出場で16得点を記録して注目を集める。その後、16歳でU-19チームに昇格した。
2023年10月11日にイギリスの大手新聞「ガーディアン」によって、2006年生まれで最も有望な選手の一人に選出された。
しかし、その1週間後に、無期限の出場停止処分を受けた。処分の内容は非公開となっている。

### モナコ

#### サークル・ブルッヘ
2024年8月16日にリーグ・アンのASモナコと契約し、2024-25シーズンはベルギー・ファースト・ディビジョンAのサークル・ブルッヘへ期限付き移籍することが発表された。

## 代表歴
2023年のUEFA U-17欧州選手権にドイツ代表で出場し、4得点を記録して優勝に貢献。得点王に輝いた。同年のFIFA U-17ワールドカップでもドイツ代表で出場して優勝に貢献し、ゴールデンボール（最優秀選手賞）を受賞した。

## タイトル

### U-17ドイツ代表
- UEFA U-17欧州選手権（2023）
- FIFA U-17ワールドカップ（2023）

#### 個人
- UEFA U-17欧州選手権2023 得点王
- FIFA U-17ワールドカップ2023 ゴールデンボール